# Incidente dello Junkers Ju 52 di Sabena del 1937
L’incidente aereo di Ostenda è un disastro aereo avvenuto il 16 novembre 1937, quando un Junkers Ju 52 della compagnia aerea belga Sabena si schiantò nei pressi della città di Ostenda, in Belgio. Nell'incidente hanno perso la vita tutti gli occupanti del velivolo: 9 passeggeri, tra cui un neonato nato durante lo stesso volo, e 3 membri dell'equipaggio.

## Incidente

Il piano di volo dell'aereo.

Il volo era operato dalla compagnia belga Sabena con un trimotore Junkers Ju 52, registrato con marche OO-AUB.
L'aereo era decollato da Monaco di Baviera alle 10:15, e aveva poi effettuato uno scalo a Francoforte sul Meno, da cui era ripartito alle 13:45. Il piano di volo prevedeva quindi un altro scalo a Bruxelles prima di arrivare a Londra, destinazione finale del volo. Tuttavia, a causa di una fitta nebbia sopra la capitale belga, il pilota decise di non effettuare l'atterraggio e ricevette invece istruzioni di proseguire verso Ostenda, a circa 80 km di distanza, dove le condizioni meteorologiche erano migliori.
Quando l'aereo arrivò in prossimità di Ostenda, tuttavia, anche su quella zona si era formato un banco di nebbia. Il pilota decise comunque di atterrare, mentre il personale del campo di volo segnalava la posizione della pista utilizzando dei razzi di segnalazione. Secondo i testimoni oculari, l'aereo viaggiava ad una velocità di circa 160 km/h quando si scontrò con la ciminiera di una fabbrica di mattoni alle 14:47 ora locale, a 500 metri dalla pista e ad un'altitudine di circa 18 metri. L'ala destra si staccò dalla fusoliera mentre il velivolo ruotò di 180 gradi e si schiantò prendendo fuoco.
I primi a raggiungere il luogo del disastro furono gli operai della fabbrica, seguiti dai vigili del fuoco e dalla Croce Rossa. A causa delle fiamme intense però non fu possibile avvicinarsi ai rottami dell'aereo prima di un'ora. Non vi furono superstiti.

## Vittime
L'equipaggio dell'aereo era composto da:
- Antoine Lambotte, 37 anni, pilota comandante con 15 anni di esperienza di volo
- Maurice Courtois, 38 anni, radiotelegrafista
- Yvan Lansmans, 32 anni, meccanico.

A Francoforte si erano imbarcati 8 passeggeri, tra cui alcuni appartenenti alla famiglia dei Granduchi d'Assia:
- Giorgio Donato d'Assia-Darmstadt, 31 anni
- Cecilia di Grecia, 26 anni, moglie di Giorgio Donato e sorella di Filippo di Grecia, futuro marito della regina Elisabetta II
- Ludwig, 6 anni, e Alexander, 4 anni, figli di Giorgio Donato e Cecilia
- Eleonora di Solms-Hohensolms-Lich, 66 anni, madre di Giorgio Donato e moglie di Ernesto Luigi d'Assia, ultimo Granduca d'Assia e del Reno
- Joachim Riedesel zu Eisenbach, amico di famiglia
- Suor Lina Hahn, istitutrice di famiglia
- Arthur Martens, amico di famiglia e pioniere del volo a vela.

I passeggeri si stavano recando a Londra per partecipare al matrimonio del fratello di Giorgio Donato, Luigi d'Assia-Darmstadt.
Cecilia era in avanzato stato di gravidanza quando salì sull'aereo e il corpo di un neonato fu ritrovato tra i rottami del velivolo. Furono avanzate due ipotesi su quanto può essere successo: il bambino potrebbe essere nato prematuro a causa dell'incidente, oppure il parto potrebbe essere avvenuto durante il volo, e questo potrebbe essere stato il motivo per cui il pilota decise di atterrare a Ostenda, in condizioni di visibilità proibitive, anziché proseguire per Londra.
Le salme delle vittime furono poi trasportate a Darmstadt, città d'origine dei Granduchi d'Assia, e seppellite nel parco di Rosenhöhe.